# John Desmond Bernal
John Desmond Bernal (10 de mayo de 1901 - 15 de septiembre de 1971), conocido como John Bernal, fue un científico irlandés, nacido en Nenagh, en el Condado de Tipperary, destacado por su labor pionera en el ámbito de la cristalografía de rayos X.

## Labor académica
Tras realizar estudios en la Universidad de Cambridge y licenciarse en matemática y ciencias en 1922, se especializó más tarde en ciencias naturales. Continuó estudios de posgrado bajo la tutela de Sir William Bragg en los laboratorios Davy-Faraday en Londres. En 1924, determinó la estructura molecular del grafito.[cita requerida]
En su grupo de investigación en Cambridge, Dorothy Crowfoot Hodgkin dio sus primeros pasos en cristalografía, labor por la cual se le concedería el Premio Nobel de química en 1964. En 1934, Bernal y Hodgkin tomaron las primeras fotografías de rayos X de   cristales proteicos. Otros científicos destacados que estudiaron con John Desmond Bernal fueron Rosalind Franklin, Aaron Klug y Max Perutz.
Más tarde, fue profesor de física en el Birkbeck College, parte de la Universidad de Londres, donde obtuvo un Máster y se le otorgó membresía de la Royal Society, la más antigua sociedad científica del Reino Unido.
También se le recuerda por haber propuesto por primera vez en 1929 la llamada esfera de Bernal, basada en un asteroide hueco que se usaría como hogar de larga duración en misiones de colonización del espacio.[cita requerida]

## Actividades políticas
Su vida política fue muy activa, sobre todo en los años 30, tras abandonar el Partido Comunista de Gran Bretaña en 1933. De acuerdo con el autor de su biografía, Maurice Goldsmith, no se salió del partido, sino que perdió su carné de militancia y nunca se acordó de renovarlo. Había sido militante en las filas comunistas desde 1923.[cita requerida]
En 1939, publicó La función social de la ciencia, posiblemente el primer texto referente a sociología de la ciencia.[cita requerida]
Se le otorgó el Premio Lenin de la Paz en 1953, por sus labores internacionalistas.[cita requerida]
Según sus biógrafos, su ideología le supuso que nunca se le otorgara el Premio Nobel, a pesar de que varios de sus discípulos y compañeros de investigación fueron laureados.[cita requerida]

## Trabajo durante la Segunda Guerra Mundial
Fue el inventor (conjunto) de los llamados puertos prefabricados Mulberry, que se usaron en el desembarco de Normandía.[cita requerida]
Tras orquestar el Día D, J. D. Bernal desembarcó en Normandía al día siguiente. Su amplio conocimiento de la zona se debía a una mezcla de investigación por su cuenta en bibliotecas inglesas y a la circunstancia de haber veraneado en lugares próximos. La Armada Británica le asignó transitoriamente el rango de comandante para minimizar problemas relacionados con tener a un civil al cargo de las fuerzas de desembarco.[cita requerida]

## Familia
Según Elías Canetti, que lo trató, Bernal explicaba su apellido español por un antepasado soldado de la Armada Invencible que consiguió sobrevivir al naufragio de su barco y alcanzar a nado la costa sur de Irlanda (condado de Cork), donde se estableció y dio lugar a la rama paterna de su familia. Su madre, Elizabeth Miller, era una estadounidense convertida al catolicismo, licenciada por la Universidad de Stanford y periodista.[cita requerida]
Martin Bernal, el autor del libro Atenea negra, es hijo suyo y de Margaret Gardiner. J. D. Bernal tuvo otros tres hijos, dos con Agnes Eileen Sprague, con quien se casó en 1921, y otro más con Margot Heinemann.[cita requerida]
Tenía fama de mujeriego, según diversas personas que lo conocieron. Este hecho está reflejado en su biografía.cr

## Obra

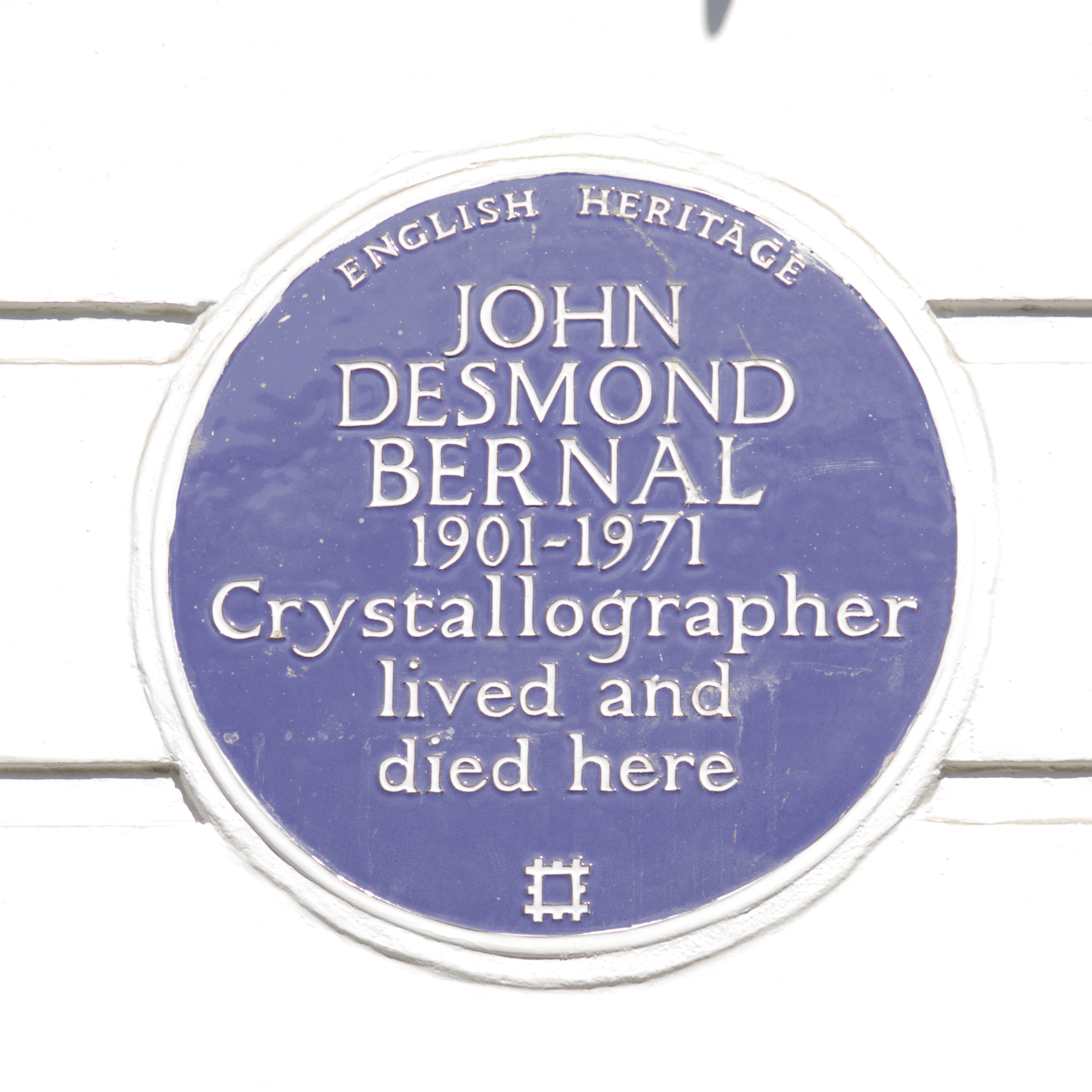
Placa de English Heritage a John Desmond Bernal

- The World, the Flesh & the Devil: An Enquiry into the Future of the Three Enemies of the Rational Soul (1929)
- Aspects of Dialectical Materialism (1934) con E. F. Carritt, Ralph Fox, Hyman Levy, John Macmurray, R. Page Arnot
- The Social Function of Science (1939)
- Science and the Humanities (1946) (panfleto)
- The Freedom of Necessity (1949)
- The Physical Basis of Life (1949). The Proceedings of the Physical Society (September 1, vol 62, n.º 357A, Part 9. pp:537-558.
- Marx and Science (1952) Marxism Today Series No.9
- Science and Industry in the Nineteenth Century (1953)
- Science in History (1954) que consta de cuatro volúmenes: The Emergence of Science; The Scientific and Industrial Revolutions; The Natural Sciences in Our Time; The Social Sciences: Conclusions
- World without War (1958)
- A Prospect of Peace (1960)
- Need There Be Need? (1960) (folleto)
- The Origin of Life (1967)
- Emergence of Science (1971)
- The Extension of Man. A History of Physics before 1900 (1972)
- On History (1980) conjuntamente con Fernand Braudel
- Engels and Science, panfleto publicado en la revista Labour Monthly
- After Twenty-five Years
- Peace to the World, panfleto del British Peace Committee

## Citas
- "La vida es una parcial, continua, progresiva, multiforme y condicionalmente interactiva autorrealización de las potencialidades de los estados de los electrones atómicos." (Traducido de la enciclopedia MSN Encarta)